# 莫利尼略
莫利尼略，是西班牙卡斯蒂利亚-莱昂萨拉曼卡省的一个市镇。 总面积7平方公里，总人口73人（2001年），人口密度10人/平方公里。